# Битва при Айн-Сальме
Би́тва при Айн-Сальме́ — битва между двумя Сельджукидами: дамасским эмиром Тутушем и румским султаном Сулейман-шахом I ибн Кутулмышем, произошедшая 5 июня 1086 года недалеко от города Алеппо, принадлежавшего династии Укайлидов. Битва завершилась поражением и смертью Сулеймана.

## Предыстория
В 1081 году Сулейман-шах I ибн Кутулмыш, который в 1077 году восстал против Великих Сельджуков и основал Румский султанат в Анатолии, став его первым султаном, пришёл к соглашению с византийским императором Алексеем I Комнином о совместном разделе Западной Анатолии, что позволило Алексею сосредоточиться на борьбу с вторгшимися на Балканы норманнами, а Сулейману — консолидировать свою власть и распространить её на Восточную Анатолию и Сирию. Затем Сулейман вторгается в государство Филарета Варажнуни в Киликии и в 1083 году успешно захватывает город Тарс, а в декабре 1084 года — Антиохию. Однако это привело его к конфликту с Укайлидским эмиром соседнего города Алеппо Муслимом ибн Курейшем, поскольку Филарет Варажнуни был его данником. В конечном итоге Муслим потерпел от Сулеймана поражение и был убит в бою близ Антиохии в июне 1085 года. Затем в том же году Сулейман попытается захватить Алеппо, но терпит неудачу. Тем не менее теперь против него выступил его двоюродный брат Тутуш, эмир Дамаска, поскольку Алеппо также находился в сфере его влияния.
Когда в следующем году Сулейман снова попытался захватить Алеппо, Тутуш откликнулся на призывы о помощи шерифа Алеппо Хасана ибн Хибатуллаха аль-Хутайти и вместе со своим военачальником Артуком бен Эксюком выступил с армией против Сулеймана.

## Битва
Две армии встретились у местности Айн-Сальм, недалеко от Алеппо. Тотальная атака Сулеймана была решительно разбита войсками Артука. Сообщается, что во время битвы некоторые из ближайших соратников Сулеймана покинули его, поскольку Тутушу удалось привлечь их на свою сторону перед битвой. После этого Сулейман покончил жизнь самоубийством на поле боя.

## Последствия
После смерти Сулеймана его владения начали распадаться на различные мелкие княжества под предводительством ряд независимых военачальников, таких как Чака-бей, Эльханеш и Абу-ль-Касим. Этим воспользовался Великий Сельджук Мелик-шах I; весной 1087 года он двинулся в Антиохию, где визирь покойного Сулеймана Хасан бен Тахир сдал султану и город, и малолетнего сына Сулеймана — Кылыч-Арслана. В результате последний прожил заложником у султана в Исфахане вплоть до конца 1092 года, когда после смерти Мелик-шаха он смог сбежать и начать восстановление державы своего отца.
Что касается Тутуша, то после битвы он взял под свой контроль Алеппо, но ненадолго; вскоре ему пришлось его покинуть. Хотя предполагалось, что он просто избежал приближения своего брата Мелик-шаха, опасаясь возмездия за убийство своего родственника, более вероятно, что он отправился освобождать свою столицу Дамаск, находившуюся под осадой армии Фатимидского халифата.

### Первичные источники
- Ibn al-Athir. The Annals of the Saljuq Turks: Selections from Al-Kāmil Fīʻl-Taʻrīkh of ʻIzz Al-Dīn Ibn Al-Athīr (англ.) / transl. from the Arabic and annot. by Donald S. Richards. — London: RoutledgeCurzon, 2002. — 311 p. — (Routledge Studies in the History of Iran and Turkey, Vol. II). — ISBN 0-700-71576-2. — ISBN 978-0-70071-576-3.
- Halsall, Paul. The Alexiad of Anna Comnena: Book VI. Norman West : Death of Robert Guiscard : The Turks (англ.). Medieval Sourcebook[англ.]. New York: Fordham University (февраль 2001).

### Вторичные источники
- Başan Osman A. The Great Seljuqs: A History (англ.). — London & New York: Routledge, 2010. — 224 p. — (Routledge Studies in the History of Iran and Turkey). — ISBN 1-136-95393-0. — ISBN 978-1-13695-393-4.
- Mecit Songül. Kingship and Ideology under the Rum Seljuqs* // The Seljuqs: Politics, Society and Culture (англ.) / ed. by Christian L. Lange. — Edinburgh: Edinburgh University Press[англ.], 2011. — 328 p. — ISBN 0-748-64757-0. — ISBN 978-0-74864-757-6. — doi:10.3366/edinburgh/9780748639946.003.0004.
- Grousset René. The Empire of the Steppes: A History of Central Asia (англ.) / transl. from the French by Naomi Waldorf. — New Brunswick, NJ & London: Rutgers University Press, 1970. — 687 p. — ISBN 0-813-51304-9. — ISBN 978-0-81351-304-1.
- Peacock Andrew C. S.[англ.]. The Great Seljuk Empire (англ.). — Edinburgh: Edinburgh University Press[англ.], 2015. — 378 p. — (Edinburgh history of the Islamic empires). — ISBN 0-748-63825-3. — ISBN 978-0-74863-825-3.